# Флаг Лаоса
Флаг Лаоса (лаос. ທຸງຊາດລາວ) принят в 1975 году. Представляет собой полотнище с тремя горизонтально расположенными разновеликими полосами. Сверху — красная полоса (1/4 высоты флага), под ней — синяя полоса (1/2 высоты флага), внизу — красная полоса (1/4 высоты флага). На синей полосе в центре флага изображён круг белого цвета.

## Символика
Красные цвета флага символизируют кровь, пролитую в борьбе за свободу, синий — богатство, белый означает полнолуние над рекой Меконг — священной рекой народов, живущих в Индокитае.

## Исторические флаги

Флаг Лаоса как французской колонии (1893—1945 и 1946—1949)
Флаг Республики Лаос под властью Лао Иссара (20 октября 1945 — 1946, автор флага Maha Sila Viravong)
Флаг Королевства Лаос (1949—1975)